# 玄鱼
玄鱼，是中国传说的异鱼，记载于晋王嘉《拾遗记》卷五，说是鲧沉于羽渊后化为玄鱼,有时妖扬动胡须和振动鳞片,见到的人说是河精。太平御覽也另有记载，唐類函也有。惜陰軒叢書另说是沈羽淵化為玄魚。

## 记载
晋·王嘉《拾遗记·夏禹》：“尧命夏鲧治水，九载无绩。鲧自沉于羽渊，化为玄鱼，时扬振须鳞，横修波之上，见者谓为河精。四时以致祭祀，常见玄鱼与蛟龙跳跃而出，观者惊而畏矣
《太平御覽》臨海異物千尺後遂死横於河海之間聖人以玄魚為神化之物以玄字合於魚字為數字
《唐類函》二百卷, 二卷 - 第 8 卷：此鱼死玄魚於百隱城婦於耳自蕭帝奏門
《惜陰軒叢書》:於屋脊以廉火災即今世鳴吻是也自沈羽淵化為玄魚海人於羽山下修玄魚祠四時致祭嘗見淺海出水長百丈噴水

## 参看
中国妖怪列表